# Proasellus elegans
Proasellus elegans är en kräftdjursart som först beskrevs av Radu Codreanu 1962.  Proasellus elegans ingår i släktet Proasellus och familjen sötvattensgråsuggor. Inga underarter finns listade i Catalogue of Life.